# Eisenstadt

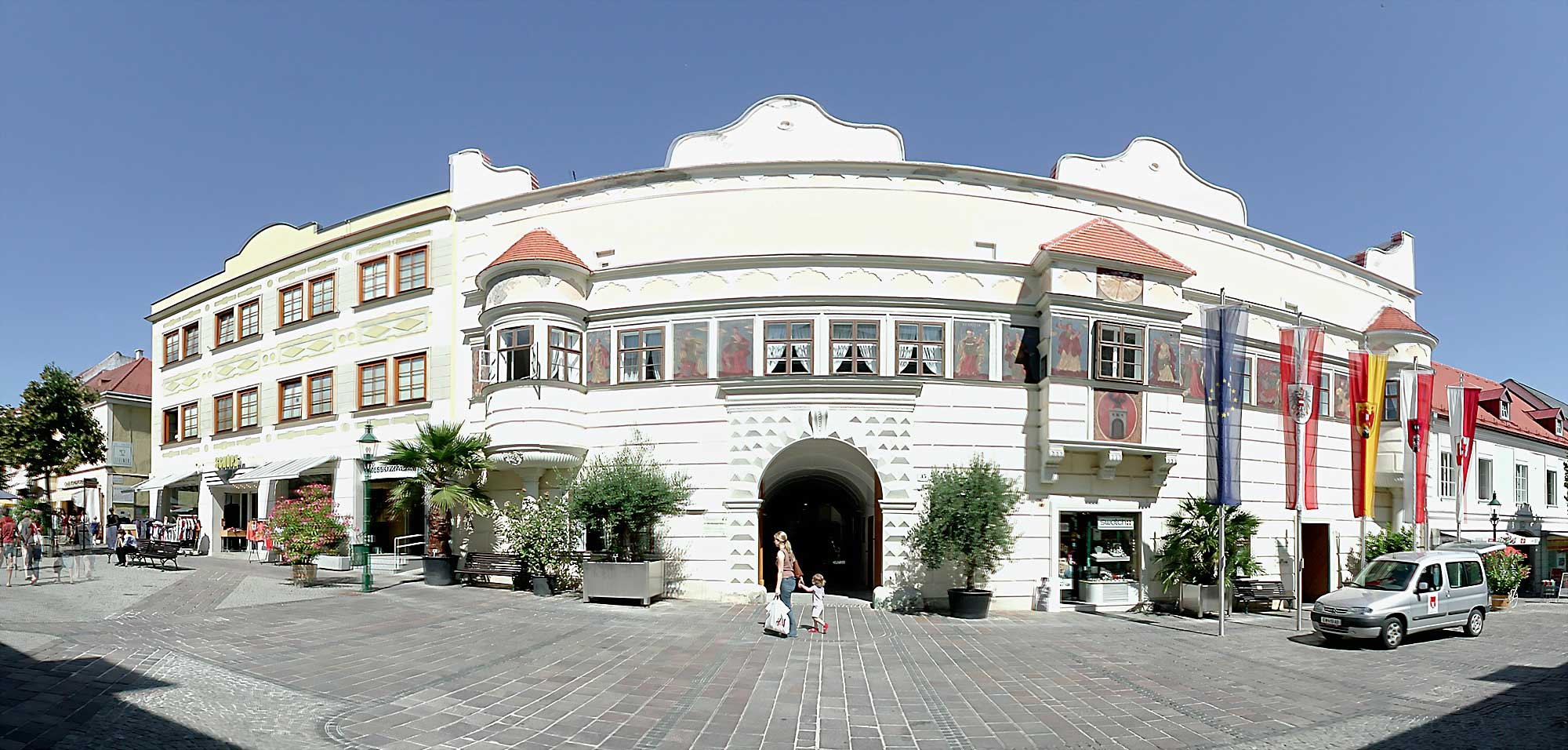
Gamla rådhuset

Eisenstadt (slovenska och slovakiska: Železno, ungerska: Kismarton, kroatiska: Željezno) är huvudstad i det österrikiska förbundslandet Burgenland. Med sina knappt 16 000 invånare är Eisenstadt Österrikes minsta förbundslandshuvudstad. Eisenstadt ligger i norra Burgenland omkring 55 kilometer söder om Wien på en terrass vid foten av Leithabergen. Staden är biskopssäte i Eisenstadts stift.

## Historia
Eisenstadt, som tillhörde Ungern fram till 1921, omnämndes för första gången 1264 som minor Mortin. 1364 övergick orten i den ungerska ätten Kaniszsais ägo. De befäste staden och byggde en borg inom stadsmurarna. Från den här tiden härstammar det tyska namnet Eisenstadt som syftar på stadens styrka, liksom det ungerska namnet Kismarton. 1373 fick orten stadsprivilegier.
1445 förvärvade habsburgarna Eisenstadt, som förblev i deras ägo i nästan 200 år. Efter oroligheter i regionen på 1480-talet följde några lugna och fredliga årtionden, men 1526 besegrades den ungerska armén i slaget vid Mohács av osmanska trupper och stora delar av Ungern kom under osmanskt herravälde. På sin marsch mot Wien 1529 skövlade den osmanska hären även Eisenstadt. Staden återhämtade sig aldrig helt och hållet. 1589 förstörde en stor eldsvåda nästan hela staden och just när man börjat med återuppbyggnaden flammade de osmanska krigen upp igen (1593-1606).
1622 överlämnade habsburgaren Ferdinand II borgen Eisenstadt med tillhörande ägor – förutom själva staden – till den ungerska greven Nikolaus Esterházy. Staden vidtog åtgärder för att säkra sin självständighet och lyckades med att köpa sig rättigheter som kunglig fristad 1648. Mot slutet av 1600-talet bestod samhället av tre delar: borgdistriktet under Esterházys styre med borgen, som byggdes om och ut till ett praktfullt barockslott, i centrum. Den borgerliga staden, och slutligen den judiska staden väster om borgen. Den sistnämnda uppstod då fursten Pal Esterházy erbjöd flera tusen judiska flyktingar, som hade fördrivits ur staden Wien på 1670-talet, att bosätta sig i och kring Eisenstadt.
När den osmanska fältherren Kara Mustapha tågade mot Wien 1683 låg Eisenstadt på härens färdväg och staden valde att underkasta sig sin ungerska bundsförvant greve Thököly. Staden förskonades, men härjades 1704 och 1707 när den ungerska självständighetsrörelsen krigade i området. Några år senare, 1713, decimerade en pestepidemi befolkningen.
På 1760-talet blev Joseph Haydn hovkapellmästare vid Esterházys hov.
Vid tiden för Ausgleich 1867 tillhörde Eisenstadt den ungerska halvan av riket, varför ungersk lag tillämpades i Eisenstadt. 1898 infördes ungerska som officiellt språk trots att den övervägande majoriteten av befolkningen var tyskspråkig.
Efter första världskriget tillföll Eisenstadt Österrike 1920. År 1925 blev staden förbundslandssätet för Burgenland.

## Indelning
Kommunen består av tre orter  (Ortschaften) (inom parentes invånarantal 1 januari 2024):
- Eisenstadt (10 162)
- Kleinhöflein im Burgenland (3 135)
- Sankt Georgen am Leithagebirge (2 740)

## Sevärdheter

### Byggnader
- Slottet Esterházy
- Domkyrkan
- Haydnkyrkan
- Stadshuset

### Museer

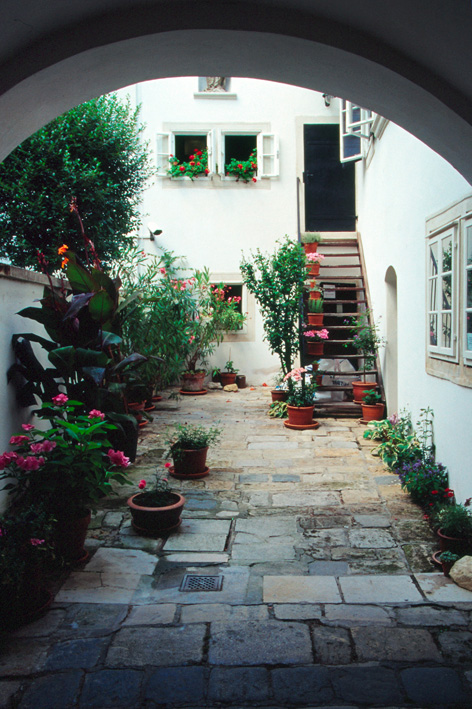
Haydnmuseet

- Haydnmuseet
- Landsmuseet
- Österrikiska judiska museet
- Vinmuseet

## Näringsliv
Eisenstadt är förbundslandets administrativa centrum och skolstad. I Eisenstadt finns det en fackhögskola som ligger granne med stadens teknologicentrum. 

## Kommunikationer
Eisenstadt ligger vid motortrafikleden S31. 

## Vänorter
- Bad Kissingen (Tyskland)
- Colmar (Frankrike)
- Lignano (Italien)
- Sanuki (Japan)
- Sopron (Ungern)

## Kända personer födda i Eisenstadt
- Gustinus Ambrosi, skulptör
- Pál Esterházy (1635–1713), prins/furste
- Pál II Esterházy
- Silvia Fuhrmann, politiker
- Josef Hyrtl, anatom
- Andreas Ivanschitz, fotbollsspelare
- Maria Perschy, skådespelerska
- Franz Soronics, politiker